# Artem Baranovs'kyj
Artem Mykolajovyč Baranovs'kyj (in ucraino Артем Миколайович Барановський?; Krasnohorivka, 17 marzo 1990) è un calciatore ucraino, difensore svincolato.

## Carriera
Ha giocato nella prima divisione dei campionati ucraino, tagiko, kazako ed uzbeko.

## Palmarès

### Competizioni nazionali
- Campionato tagiko: 2

Istiklol: 2017, 2018
- Supercoppa del Tagikistan: 1

Istiklol: 2018
- Coppa del Tagikistan: 1

Istiklol: 2018